# Turbinicarpus viereckii
Turbinicarpus viereckii (Werderm.) John & Riha es una especie fanerógama perteneciente a la familia Cactaceae. 

## Distribución
Es endémica de Coahuila de Zaragoza, Tamaulipas y San Luis Potosí en México. Su hábitat natural son los desiertos áridos.  Es una especie común en áreas localizadas.

## Descripción
Es una planta perenne carnosa y globosa con tallos armados de espinas, de color verde y con flores de color blanco y rojo. 

## Nombre común
- Español: Biznaguita

## Sinonimia
- Echinocactus viereckii
- Thelocactus viereckii
- Gymnocactus viereckii
- Neolloydia viereckii
- Pediocactus viereckii